# 부천시의 시내버스
부천시의 시내버스는 부천시청에서 관리하고 각 운수 회사에서 운행하는 형태로 운영되고 있다. 노선 중 대부분 노선의 면허는 소신여객이 소유하고 있다. 62개 노선의 도시형버스와 1개 노선의 직행좌석버스, 1개 노선의 좌석버스, 11개 노선의 마을버스 등 72개의 시내버스 노선을 보유하고 있다. 서울특별시와 인천광역시와 동시에 접해 있는 지리적인 특성상 다수의 서울특별시와 인천광역시 면허의 노선이 부천시를 경유한다.

## 운임 체계
| 종류                | 나이                    | 현금 (원) | 카드 (원) | 조조요금 (원) |
| ------------------- | ----------------------- | --------- | --------- | ------------- |
| 일반시내 (DRT)      | 어른 (만 19세 이상)     | 1,500     | 1,450     | 1,250         |
| 일반시내 (DRT)      | 청소년 (만 12세 ~ 18세) | 1,100     | 1,010     | 870           |
| 일반시내 (DRT)      | 어린이 (만 6세 ~ 11세)  | 800       | 730       | 630           |
| 일반좌석            | 어른 (만 19세 이상)     | 2,500     | 2,450     | 2,050         |
| 일반좌석            | 청소년 (만 12세 ~ 18세) | 1,900     | 1,820     | 1,520         |
| 일반좌석            | 어린이 (만 6세 ~ 11세)  | 1,700     | 1,640     | 1,370         |
| 직행좌석 (간선급행) | 어른 (만 19세 이상)     | 2,900     | 2,800     | 2,400         |
| 직행좌석 (간선급행) | 청소년 (만 12세 ~ 18세) | 2,000     | 1,960     | 1,680         |
| 직행좌석 (간선급행) | 어린이 (만 6세 ~ 11세)  | 2,000     | 1,960     | 1,680         |
| 경기순환            | 어른 (만 19세 이상)     | 3,100     | 3,050     | 2,600         |
| 경기순환            | 청소년 (만 12세 ~ 18세) | 2,200     | 2,140     | 1,820         |
| 경기순환            | 어린이 (만 6세 ~ 11세)  | 2,200     | 2,140     | 1,820         |
| 광역급행(M버스)     | 어른 (만 18세 이상)     | 2,900     | 2,800     | 2,300         |
| 광역급행(M버스)     | 청소년 (만 12세 ~ 17세) | 2,100     | 2,000     | 1,600         |
| 광역급행(M버스)     | 어린이 (만 6세 ~ 11세)  | 1,600     | 1,600     | 1,300         |

### 환승 할인
시외버스를 제외한 노선의 경우 공통적으로 각 통행거리를 합산하여 총 통행거리에 비례하여 운임을 부과되는 운임 체계인 수도권 통합운임제를 적용받는다. 기본거리로 설정된 거리 이내로 이동했을 경우에는 기본운임만을, 그보다 더 많이 이동하였을 경우에는 5km마다 100원을 추가로 부과받는다. 시내일반버스의 경우 기본거리는 10 km, 일반좌석과 직행좌석, 인천 면허의 광역버스와 공항버스의 경우 기본거리는 30km이다. 환승할인 또한 수도권 통합운임제의 기준을 따른다. 국가유공자 및 6세 미만의 어린이의 보호자 동반시 1명만 승차할 경우에만 무임 승차가 가능하며 6세 미만의 어린이가 2인 이상인 경우 초등학생 운임이 적용된다. 인천 면허의 노선의 경우 2009년 10월 10일부터 환승할인을 받을 수 있게 되었다.

## 운수 업체

### 시내버스
2021년 1월 기준이다.
| 운행업체 | 보유 노선수 | 보유 노선수 | 보유 노선수 | 보유 노선수 | 보유 노선수 | 등록 대수 | 등록 대수 | 등록 대수 | 등록 대수 | 등록 대수 |
| -------- | ----------- | ----------- | ----------- | ----------- | ----------- | --------- | --------- | --------- | --------- | --------- |
| 운행업체 | 노선 합계   | 광역급행    | 직행좌석    | 일반좌석    | 시내일반    | 대수 합계 | 광역급행  | 직행좌석  | 일반좌석  | 시내일반  |
| 도원교통 | 3           | -           | -           | -           | 3           | 78        | -         | -         | -         | 78        |
| 부일교통 | 10          | -           | -           | -           | 10          | 123       | -         | -         | -         | 123       |
| 부천버스 | 3           | -           | -           | -           | 3           | 128       | -         | -         | -         | 128       |
| 성광운수 | 5           | -           | -           | -           | 5           | 78        | -         | -         | -         | 78        |
| 성일운수 | 1           | -           | -           | -           | 1           | 4         | -         | -         | -         | 4         |
| 소신여객 | 20          | -           | 1           | 1           | 18          | 316       | -         | 4         | 16        | 296       |
| 청우운수 | 11          | -           | -           | -           | 11          | 120       | -         | -         | -         | 120       |

### 관외 운수 업체
- 서울 : 세풍운수, 신길교통
- 인천 : 강인교통, 강인여객, 공영급행, 세운교통, 삼환교통, 선진여객, 송도버스, 신강교통, 신화여객, 인천교통공사, 인천제물포교통, 천지교통, 인천스마트
- 고양 : 고양교통
- 광주 : 경기고속
- 김포 : 김포운수
- 시흥 : 시흥교통
- 안산 : 경원여객
- 양주 : 진명여객

## 과거 첫차 및 막차 운행 방식
부천시내버스의 노선들 중 비교적 장거리의 구간을 운행하는 노선들 중 일부가 운행 거리와 상관없이 첫차가 기점에서 일괄적으로 출발하는 방식이 아닌 운행 노선의 중간지점에서 차량이 출발하는 방식으로 운영된 적이 있다. 과거에 부천시내버스 88번이 이러한 방식으로 운영하였는데 아래는 운행 당시 시행했던 첫차 운행시간표이다.
| 대장공영차고지      | 03:50 |
| 청천파출소          | 03:40 |
| 구산사거리 (송내역) | 03:40 |
| 여의도환승센터      | 04:20 |

하지만 2014년 3월 31일부터 부천시의 시정 명령에 의해 88번 버스의 각 기/종점의 첫차 운행시간표가 변경되어 중간지점에서 차량이 출발하는 방식에서 기점에서 일괄적으로 출발하는 방식으로 변경되고 중간 지점에서 출발하던 버스 첫차는 모두 폐지되었으나, 시민들의 민원에 의해 다시 7월 7일부터 88-1번이라는 지선 형태로 송내남부역에서 출발하는 노선을 운행하기 시작했다. 이 노선은 송내남부역에서 출발하고 새벽 시간에만 운행하는 점만 다를 뿐 송내역 ~ 여의도 구간은 기존 88번 노선과 동일하다.
| 대장공영차고지          | 03:20 | 88번                                                     |
| 송내남부역              | 03:40 | 88-1번 5회 편도 운행 (03:40, 03:45, 03:50, 03:55, 04:00) |
| 여의도 → 대장공영차고지 |       |                                                          |
| 출발 정류장             | 첫차  | 비고                                                     |
| 여의도환승센터          | 04:25 |                                                          |

## 차량 안내방송
현재 부천 면허의 모든 노선에서는 차량 안내방송이 이루어지고 있으나, 양진텔레콤으로 대부분 안내방송 담당 회사가 통일되어 있는 서울 면허의 차량과는 달리 운행업체에 따라 서로 다른 안내방송 제작업체의 것을 사용하고 있어 서울 시내버스에서 발견되지 않는 문제점이 발견되고 있다.
- 영어방송의 부재 : 부천 지역의 버스 노선 중에는 개별업체의 안내방송을 사용하는 노선들이 있으며, 단점으로 지적되는 특징들이 있다.
  - 영어 안내방송을 일부 정류소에서만 한다.
- 정류소 명칭 : 이 외에도 일부 노선에서 실시되는 안내방송의 경우, 같은 정류장에 정차하는데도 운행업체마다 다른 회사의 안내방송을 사용해 노선들 간의 정류소 명칭이 다르게 방송된다.
  - 역곡1동 역곡북부역 앞에 위치한 같은 정류장을 52번에서는 '롯데리아'로, 12번, 23-5번에서는 '역곡북부역'으로 안내한다.

## 시내버스 노선
부천시 면허의 시내버스 노선과 부천시 경유 시내버스 노선의 운행 구간과 이들 노선의 간략한 특징을 담고 있다. 가독성을 위해 각 노선의 선형을 파악할 수 있는 4개 또는 5개 이내의 경유지만 표기하는 것을 원칙으로 한다. 단, 폐선되었거나 파행 운행 중인 노선은 기입하지 않는 것을 원칙으로 한다. 다음은 행선지별로 구분된 노선들의 목록이다. 일반좌석버스 또는 직행좌석버스, 광역버스, 간선급행버스, 시내좌석, 시외좌석, 공항좌석, 급행간선, 마을버스 표시가 없는 노선들은 모두 도시형버스, 간선버스, 지선버스 노선들이다.

### 부천시내 노선
| 노선 번호     | 운행업체 | 운행구간       | 운행구간 | 운행구간       | 경유지 | 배차 간격 (분) | 비고                                                   |
| ------------- | -------- | -------------- | -------- | -------------- | --- | -------------- | ------------------------------------------------------ |
| 5             | 소신여객 | 고강공영차고지 | ↔        | 테크노파크     | 까치울4(까치울역), 역곡역, 부천역, 부천시청                                                                   | 6~9            | 저상버스 운행                                          |
| 5-3           | 소신여객 | 부천역         | ↔        | 금강마을       | 대성병원, 부천보건소, 원미고교, 심원초교, 신중동역                                                            | 5~7            |                                                        |
| 5-4           | 소신여객 | 부천역         | ↔        | 부천체육관북문 | 대성병원, 부천보건소, 무지개·미리내마을, 부천시청, 홈플러스 부천상동점, 세이브존, 테크노파크                  | 9~11           |                                                        |
| 6             | 소신여객 | 전진A          | ↔        | 부천시청       | 정명고교, 부천역, 부천대학교, 부천소방서                                                                      | 10~12          |                                                        |
| 6-2           | 소신여객 | 전진A          | ↔        | 부천터미널     | 부천역, 부천고교, 부천시청, 홈플러스 부천상동점                                                               | 8~13           |                                                        |
| 8             | 소신여객 | 대장공영차고지 | ↔        | 고강동         | 테크노파크, 부천시청, 순천향대병원, 복사골문화센터, 반달마을, 송내역, 부천역, 부천종합운동장역, 여월동, 원종4 | 7~12           | 저상버스 운행                                          |
| 12-1          | 도원교통 | 괴안동         | ↔        | 대장동         | 소사초교, 부천역, 중동역, 송내역, 반달마을, 순천향대병원, 은하마을, 부천세무서, 약대동, 오정동, OBS           | 6~10           | 저상버스 운행                                          |
| 19            | 성광운수 | 옥길지구       | ↔        | 대장공영차고지 | 범박동, 역곡역, 소사역, 부천역, 부천공고, 중동역, 순천향대병원, 신흥시장, 테크노파크                          | 13~15          | 저상버스 운행                                          |
| 25            | 소신여객 | 범박동         | ↔        | 깊은구지       | 역곡역, 소사어울마당, 부천역                                                                                  | 8~15           | 저상버스 운행 2024년 1차 시내버스 공공관리제 대상 노선 |
| 27            | 성광운수 | 송내역         | ↔        | 부천터미널     | 복사골문화센터, 푸른마을, 홈플러스 부천상동점                                                                 | 3~6            | 저상버스 운행                                          |
| 33            | 성일운수 | 송내역         | ↔        | 대림아파트     | 벛꽃마을, 하얀마을, 부천터미널, 진달래마을                                                                    | 5~9            |                                                        |
| 55            | 부일교통 | 시온고등학교   | ↔        | 역곡역         | 소사초교, 괴안4, 부천동중교                                                                                   | 5~6            |                                                        |
| 55-1          | 부일교통 | 시온고등학교   | ↔        | 역곡역         | 동남4, 부천동중교                                                                                             | 12~14          |                                                        |
| 56            | 부일교통 | 부천터미널     | ↔        | 소사고등학교   | 부천시청역, 심원초교, 원미어울마당, 풍림아파트, 소사역, 소사어울마당, 소사본3동주민센터, 소새울역             | 7~8            |                                                        |
| 58            | 청우운수 | 은행단지       | ↔        | 덕산중학교     | 국립과학수사연구소, 수주중고교, 원종종합시장, 오정농협, 오정어울마당                                          | 24~30          |                                                        |
| 58-A 따복버스 | 청우운수 | 은행단지       | ↔        | 덕산중학교     | 국립과학수사연구소, 수주중고교, 원종종합시장, 오정농협, 오정어울마당                                          | 20~30          | 출퇴근 시간대 운행                                     |
| 58-B 따복버스 | 청우운수 | 대장공영차고지 | ↔        | 부천종합운동장 | 오정산업단지, 오정휴먼시아3단지, 덕산중교, 오정어울마당, 원종동, 까치울중교, 부천종합운동장역                 | 20~30          | 09:00~18:00 운행                                       |
| 58-1          | 청우운수 | 은행단지       | ↔        | 까치울역       | 국립과학수사연구소, 고강선사유적공원, 성곡중교                                                                | 10~15          |                                                        |
| 60            | 청우운수 | 테크노파크     | ↔        | 옥길지구       | 신흥시장, 삼정4, 도당동, 성곡4, 부천종합운동장역, 소사역                                                      | 7~11           | 저상버스 운행                                          |
| 66            | 성일운수 | 송내역         | ↔        | 옥길지구       | 벚꽃마을, 하얀마을, 홈플러스 부천상동점, 부천시청, 신중동역, 부천대학교, 부천역, 소사역, 소새울역             | 13~15          | 저상버스 운행                                          |
| 95            | 성광운수 | 대장공영차고지 | ↔        | 소사초등학교   | 오정동, OBS, 원종4, 여월동, 부천종합운동장역, 소사역                                                          | 7~12           |                                                        |

### 서울 방면
| 노선 번호     | 운행업체     | 운행구간                    | 운행구간 | 운행구간             | 경유지 | 배차 간격 (분) | 비고                        |
| ------------- | ------------ | --------------------------- | -------- | -------------------- | --- | -------------- | --------------------------- |
| 3             | 소신여객     | 소사공영차고지              | ↔        | 김포공항             | 소사역, 부천역, 소사경찰서, 중동역, 부천종합운동장역, 여월동, 원종4, 오정동, 오쇠동                                                                                  | 10~15          | 저상버스 운행               |
| 10            | 부천버스     | 옥길지구                    | ↔        | 여의도환승센터       | 범박동, 괴안동, 역곡역, 오류동역, 개봉역, 구일역, 구로역, 신도림역, 영등포역, 여의나루역→국회의사당역→KBS                                                            | 10             | 저상버스 운행               |
| 12            | 시흥교통     | 삼미시장                    | ↔        | 김포공항             | 신천역, 은행지구, 은계지구, 계수동, 범박동, 괴안동, 역곡역, 소사역, 부천역, 춘의역, 도당동, 오정동, OBS, 오쇠동                                                      | 8~10           | 시흥시 면허                 |
| 23            | 소신여객     | 송내역                      | ↔        | 화곡역               | 복사골문화센터, 포도마을, 부천시청, 원종4, 고강동, 신월5동 | 10~20          | 저상버스 운행               |
| 50            | 도원교통     | 송내역                      | ↔        | 김포공항             | 중동역, 시민회관, 부천역, 도당동, 원종4 | 5~10           | 저상버스 운행               |
| 50-1          | 도원교통     | 포도마을                    | ↔        | 고강공영차고지       | 부천시청, 세이브존, 부천체육관, 내동, 도당동, 원종4, 고강동 | 10~15          | 저상버스 운행               |
| 52            | 부일교통     | 웅진플레이도시              | ↔        | 온수역               | 홈플러스 부천상동점, 원미경찰서, 대성병원, 소사역, 역곡역 | 10~15          | 저상버스 운행               |
| 56-1          | 부일교통     | 고강동                      | ↔        | 부천남부생태공원     | 까치울역, 부천종합운동장역, 소사역, 범박동, 옥길지구, 항동, 천왕역                                                                                                   | 15~20          | 저상버스 운행               |
| 56-2          | 부일교통     | 소안초등학교                | ↔        | 부천남부생태공원     | 범박동, 옥길지구, 천왕역, 항동 | 20~45          |                             |
| 57            | 부일교통     | 소사고등학교                | ↔        | 온수역               | 일신중교, 괴안4, 부안초교, 역곡역 | 11             | 저상버스 운행               |
| 57-1          | 부일교통     | 옥길지구                    | ↔        | 온수역               | 범박동, 유한대학교, 성공회대학교 | 9~12           |                             |
| 59            | 청우운수     | 부천터미널                  | ↔        | 화곡역               | 부천시청, 부천세무서, 약대5, 오정어울마당, 고강동, 신월4 | 6              | 저상버스 운행               |
| 59-1          | 청우운수     | 아인스월드                  | ↔        | 화곡역               | 삼산체육관역, 부천터미널, 부천시청, 신중동역, 부천세무서, 약대5, 원종4, 고강동, 신월4                                                                                | 6              | 저상버스 운행               |
| 60-1          | 청우운수     | 고강공영차고지              | ↔        | 소사어울마당         | 화곡역, 오정동, OBS, 테크노파크, 신흥시장, 신중동역, 부천대학교, 부천역, 소사역                                                                                      | 6~10           | 저상버스 운행               |
| 70            | 소신여객     | 고강공영차고지              | ↔        | 송내역               | 까치산역, 화곡역, 신월5동, 오정동, 원종4, 도당동, 삼정4, 약대동, 부천시청, 복사골문화센터                                                                            | 8~9            |                             |
| 70-2          | 소신여객     | 춘의동                      | ↔        | 국회의사당역         | 부천역, 원미어울마당, 춘의역, 도당동, 원종4, 고강동, 화곡역, 당산역                                                                                                  | 5~6            | 저상버스 운행               |
| 70-3          | 소신여객     | 부천상동                    | ↔        | 영등포역             | 송내역, 약대동, 봉오대로, 화곡역, 당산역 | 5~10           | 저상버스 운행               |
| 71            | 소신여객     | 소사공영차고지              | ↔        | 방화동               | 소사역, 부천역, 원미어울마당, 오정동, 송정역, 김포공항 | 12             | 저상버스 운행               |
| 77            | 청우운수     | 부천종합운동장역            | ↔        | 고강공영차고지       | 까치울역, 작동, 고강동, 신월5동, 화곡역 | 10~20          | 저상버스 운행               |
| 83            | 부천버스     | 대장공영차고지 (테크노파크) | ↔        | 여의도환승센터       | 아인스월드, 세이브존, 송내역, 중동역, 부천역, 소사역, 역곡역, 오류동역, 개봉역, 구일역, 구로역, 신도림역, 영등포역                                                   | 5~8            | 심야버스 운행 저상버스 운행 |
| 88            | 부천버스     | 대장공영차고지              | ↔        | 여의도환승센터       | 계산역, 산곡역, 부평시장역, 부평역, 송내역, 중동역, 부천역, 소사역, 역곡역, 오류동역, 개봉역, 구일역, 구로역, 신도림역, 영등포역                                     | 3~5            | 저상버스 운행               |
| 98            | 성광운수     | 오정어울마당                | ↔        | 오목교역             | 오정농협, 원종4, 성곡동, 여월동, 까치울역, 신정네거리역, 신정역, 목동역                                                                                              | 10~17          | 저상버스 운행               |
| 99            | 성광운수     | 옥길전기차충전소            | ↔        | 옥길지구             | 부천남부생태공원입구, 역곡역, 항동 | 30~40          | 저상버스 운행               |
| 606           | 신길교통     | 부천상동                    | ↔        | 광화문역 종로1가     | 복사골문화센터, 부천역, 고강동, 화곡역, 연세대학교 | 8~12           | 서울시 면허 저상버스 운행   |
| 661           | 신길교통     | 부천상동                    | ↔        | 영등포역             | 부천역, 고강동, 화곡역, 우장산역, 당산역 | 10~27          | 서울시 면허 저상버스 운행   |
| 673           | 신길교통     | 부천상동                    | ↔        | 이대부속고등학교     | 송내역, 부천시청, 신중동역, 화곡역, 등촌역, 염창역, 마포구청역 | 7~15           | 서울시 면허 저상버스 운행   |
| 700 일반좌석  | 소신여객     | 부천상동 송내역             | ↔        | 여의도               | 부천시청, 부천종합운동장역, 양천구청, 이대목동병원, 당산역, 영등포역                                                                                                 | 10~15          | 심야버스 운행               |
| 1300 인천광역 | 천지교통     | 동막역 연수동               | ↔        | 신촌 서울역          | 인천터미널역, 부천시청, 경인고속도로, 합정역 | 10~20          | 인천시 면허 운행정보        |
| 1301 인천광역 | 천지교통     | 인천대학교 공과대학         | ↔        | 서울역               | 해양경찰청, 논현8단지, 부천시청, 합정역, 신촌역 | 15~20          | 인천시 면허                 |
| 1302 인천광역 | 천지교통     | 원동초등학교                | ↔        | 서울역               | 소래포구역, 남동구청, 부천시청, 합정역, 신촌역 | 20~30          | 인천시 면허                 |
| 1601 인천광역 | 신강교통     | 용현동 (인하대학교)         | ↔        | 신촌 서울역          | 석바위, 만수동, 부천시청, 경인고속도로, 합정역 | 15~30          | 인천시 면허 운행정보        |
| 5200 직행좌석 | 시흥교통     | 시화유통상가                | ↔        | 신도림역             | 이마트 시화점, 시화지구, 배곧한라비발디A, 배곧생명공원, 시흥신세계아울렛, 방산동, 삼미시장, 신천역, 은계지구, 옥길자이.호반A, 항동, 오류동역, 개봉역, 구일역, 구로역 | 15~25          | 시흥시 면허                 |
| 6614          | 세풍운수     | 양천공영차고지              | ↔        | 옥길지구             | 신정네거리역, 신정역, 목동역, 양천구청역, 금옥여고, 오류동역, 성공회대학교, 항동                                                                                     | 10~18          | 서울시 면허                 |
| 7700 청라BRT  | 인천교통공사 | 청라국제도시                | ↔        | 봉오대로 화곡역      | 루원시티, 작전역, 오정휴먼시아 | 15~20          | 인천시 면허                 |
| 9300 인천광역 | 선진여객     | 청라국제도시                | ↔        | 교대역 강남역 양재역 | 작전역, 부천터미널, 송내역, 외곽순환고속도로, 선바위역 | 25~50          | 인천시 면허 운행정보        |

### 인천 방면
| 노선 번호            | 운행업체   | 운행구간                                           | 운행구간 | 운행구간                     | 경유지 | 배차 간격 (분) | 비고                     |
| -------------------- | ---------- | -------------------------------------------------- | -------- | ---------------------------- | --- | -------------- | ------------------------ |
| 8                    | 송도버스   | 인천대학교 송도신도시                              | ↔        | 송내역                       | 해양경찰청, 동막역, 인하대학교, 석바위, 만수동                                                                  | 5~8            | 인천시 면허              |
| 11                   | 세운교통   | 문학경기장역                                       | ↔        | 가좌동                       | 인천터미널, 길병원, 만수동, 인천대공원, 송내역, 부평역                                                          | 11~13          | 인천시 면허              |
| 14-1                 | 삼환교통   | 서창동                                             | ↔        | 인천나비공원                 | 인천대공원, 송내역, 동수역, 백운역, 산곡동, 청천동                                                              | 10             | 인천시 면허              |
| 16                   | 소신여객   | 송내역                                             | ↔        | 삼산농산물시장               | 복사골문화센터, 하얀마을, 진달래마을, 상인초교                                                                  | 5~10           | 저상버스 운행            |
| 16-1                 | 송도버스   | 동춘동                                             | ↔        | 송내역                       | 논현지구, 도림동, 수산동, 담방마을, 인천대공원                                                                  | 9~11           | 인천시 면허              |
| 20                   | 성광운수   | 송내역                                             | ↔        | 고강공영차고지               | 한국폴리텍2대학(송내), 부천고교, 부천역, 소사어울마당, 가톨릭대학교, 까치울역, 까치울초교, 성곡중교, 수주초교   | 14~18          |                          |
| 30                   | 제물포교통 | 왕길동                                             | ↔        | 송내역                       | 완정역, 원당동, 계양역, 귤현역, 계산역, 작전역, 부평역, 백운역, 간석오거리역, 모래내시장역, 만수동, 수현마을    | 7~8            | 인천시 면허              |
| 37                   | 신화여객   | 삼산고등학교                                       | ↔        | 수현마을                     | 삼산동, 삼산체육관역, 부천시청, 복사골문화센터, 송내역, 가톨릭대학교 인천성모병원, 동수역, 만수동               | 16             | 인천시 면허              |
| 47                   | 마니교통   | 율도근린공원                                       | ↔        | 서창동                       | 가정역, 가정중앙시장역, 석남동, 산곡동, 부평시장역, 부평역, 송내역, 인천대공원                                  | 16             | 인천시 면허              |
| 53                   | 부일교통   | 소사고등학교                                       | ↔        | 계양경찰서 (롯데마트 계양점) | 소사어울마당, 소사역, 부천역, 중동역, 송내역, 복사골문화센터, 홈플러스 부천상동점, 삼산체육관역, 삼산동, 작전동 | 9~11           |                          |
| 80                   | 선진여객   | 원창동                                             | ↔        | 송내역                       | 루원시티, 작전역, 롯데마트 계양점, 삼정4, 부천시청                                                              | 7~10           | 인천시 면허              |
| 87                   | 선진여객   | 계양대교                                           | ↔        | 송내역                       | 동양지구, 임학역, 롯데마트 계양점, 삼산동, 홈플러스 부천상동점, 부천시청                                        | 7~10           | 인천시 면허 저상버스운행 |
| 103-1 인천 시내좌석  | 강인여객   | 동춘동                                             | ↔        | 십정동                       | 동춘역, 논현2지구, 만수3지구, 송내역, 부개1동, 만월산터널, 간석동                                               | 10~13          | 인천시 면허              |
| 302 인천 공항좌석    | 강인교통   | 송내역 복사골문화센터                              | ↔        | 인천국제공항 왕산해수욕장    | 부천체육관, 계산역, 공촌4, 인천국제공항고속도로                                                                 | 9~11           | 인천시 면허              |
| 급행99 인천 급행간선 | 삼환교통   | 호반베르디움아파트 글로벌파크베르디움 캠퍼스타운역 | ↔        | 송내역                       | 동막역, 도림주공A, 남동구청, 인천대공원                                                                         | 19~34          | 인천시 면허              |

### 고양, 김포, 파주 방면
| 노선 번호     | 운행업체 | 운행구간          | 운행구간 | 운행구간          | 경유지 | 배차 간격 (분) | 비고        |
| ------------- | -------- | ----------------- | -------- | ----------------- | --- | -------------- | ----------- |
| 1001 직행좌석 | 고양교통 | 대화역 국립암센터 | ↔        | 중동역 부천대학교 | 백석역, 외곽순환고속도로, 부천터미널, 복사골문화센터, 송내역                                                          | 25~30          | 고양시 면허 |
| 5000 직행좌석 | 대원고속 | 문산터미널        | ↔        | 부천터미널        | 문산역, 월롱역, 금촌, 운정사거리, 이마트 탄현점, 일산시장, 일산경찰서, 마두역, 백석역, 계산역, 경인교육대학교, 작전역 | 40~60          | 광주시 면허 |
| 9008 직행좌석 | 김포운수 | 장기지구 김포시   | ↔        | 중동역 부천대학교 | 고촌, 외곽순환고속도로, 부천터미널, 복사골문화센터, 송내역                                                            | 15~20          | 김포시 면허 |

### 시흥, 안산, 광명, 안양, 군포 방면
| 노선 번호      | 운행업체 | 운행구간       | 운행구간 | 운행구간          | 경유지 | 배차 간격 (분) | 비고                      |
| -------------- | -------- | -------------- | -------- | ----------------- | --- | -------------- | ------------------------- |
| 2              | 화영운수 | 은계지구       | ↔        | 안양역            | 옥길지구, 천왕동, 광명사거리역, 광명시청, 철산역, 하안동, 소하동, 박달동                                                                                           | 5~8            | 광명시 면허               |
| 23-2           | 소신여객 | 소사공영차고지 | ↔        | 상동라일락마을    | 시흥대야역, 은계지구, 계수동, 범박동, 소새울역, 부천역, 부천대학교, 신중동역, 부천시청역, 부천터미널                                                               | 6~15           |                           |
| 31             | 시흥교통 | 포동           | ↔        | 부천소방서        | 신현역, 미산동, 소래중고교, 신천역, 롯데마트 시흥점, 은행지구, 시흥대야역, 여우고개, 부천역, 부천대학교                                                            | 10~15          | 시흥시 면허               |
| 31-3           | 시흥교통 | 능곡동         | ↔        | 부천소방서        | 능곡지구, 연성지구, 신현역, 미산동입구, 소래중고교, 은행지구, 시흥대야역, 여우고개, 부천역, 부천대학교                                                             | 10~20          | 시흥시 면허               |
| 31-7           | 경원여객 | 안양호계동     | ↔        | 부천역차고지      | 산본시장, 금정역, 명학역, 안양1번가, 박달동, 범고개, 목감동, 칠리저수지, 매화동, 은행동, 신천역, 삼미시장, 대야동, 여우고개                                        | 10~20          | 안양시 면허               |
| 38             | 경원여객 | 매화동         | ↔        | 부천역차고지      | 은행동, 신천역, 삼미시장, 대야동, 여우고개 | 12~15          | 안산시 면허               |
| 61             | 경원여객 | 안산반월공단   | ↔        | 부천터미널        | 안산역, 신길지구, 도일시장, 군자동, 장곡동, 시흥시청역, 연성지구, 신현역, 미산동입구, 신천역, 삼미시장, 대야동, 여우고개, 부천역, 부천대학교, 신중동역, 부천시청역 | 15~20          | 안산시 면허 저상버스 운행 |
| 75             | 소신여객 | 고강동         | ↔        | 광명역            | 원종동, 부천종합운동장역, 부천역, 중동역, 부천공고, 소사초교, 역곡역, 오류동역, 개봉역, 가산디지털단지역, 독산역, 소하동                                           | 8~11           | 저상버스 운행             |
| G8808 직행좌석 | 소신여객 | 소풍터미널     | ↔        | 범계역.동안경찰서 | 송내역→시흥요금소→광명역→안양1번가→비산사거리 | 30~40          |                           |

### 성남, 의정부, 양주 방면
| 노선 번호     | 운행업체 | 운행구간 | 운행구간 | 운행구간              | 경유지 | 배차 간격 (분) | 비고        |
| ------------- | -------- | -------- | -------- | --------------------- | --- | -------------- | ----------- |
| 8106 경기순환 | 경기고속 | 오리역   | ↔        | 복사골문화센터 송내역 | 미금역, 이매촌한신A, 경부고속도로, 청계요금소, 시흥하늘휴게소, 시흥요금소, 부천터미널                                             | 15~20          | 광주시 면허 |
| 8906 경기순환 | 진명여객 | 덕정역   | ↔        | 범계역                | 양주신도시, 경기도청북부청사, 의정부터미널, 의정부역, 송추, 양주요금소, 김포요금소, 복사골문화센터, 송내역, 시흥요금소, 안양1번가 | 30~75          | 양주시 면허 |

## 갤러리

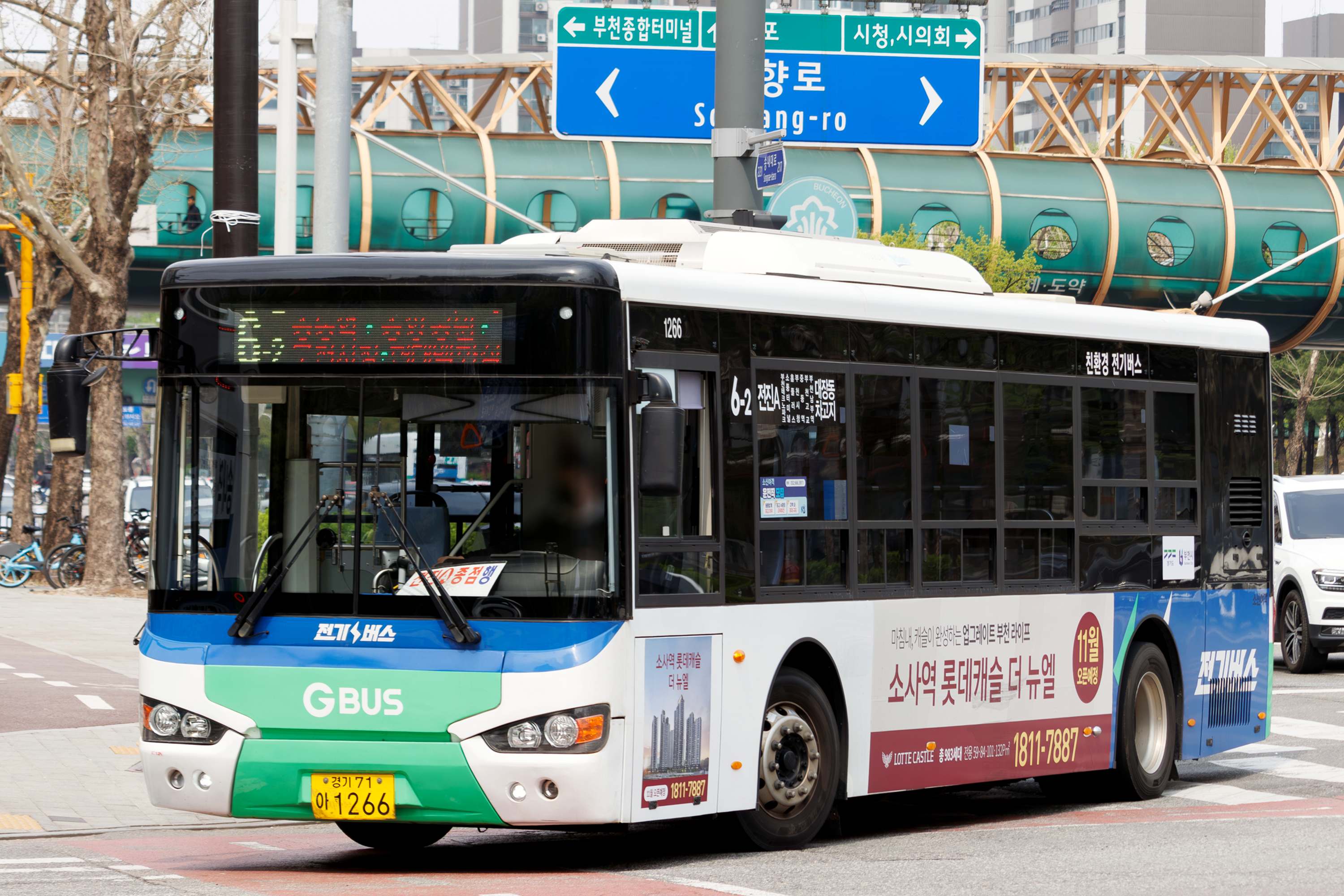
부천시 일반시내버스 6-2번
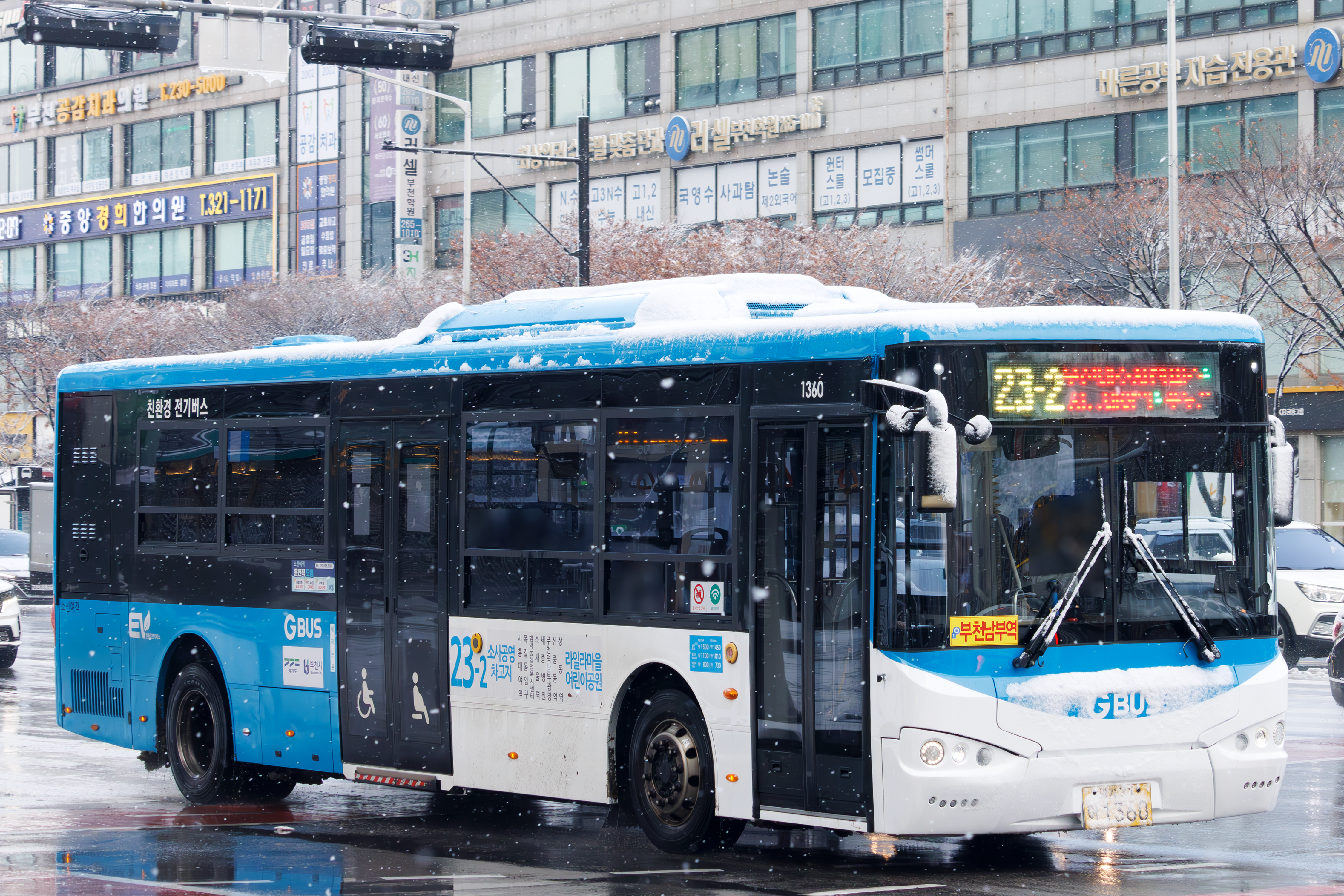
부천시 일반시내버스 23-2번
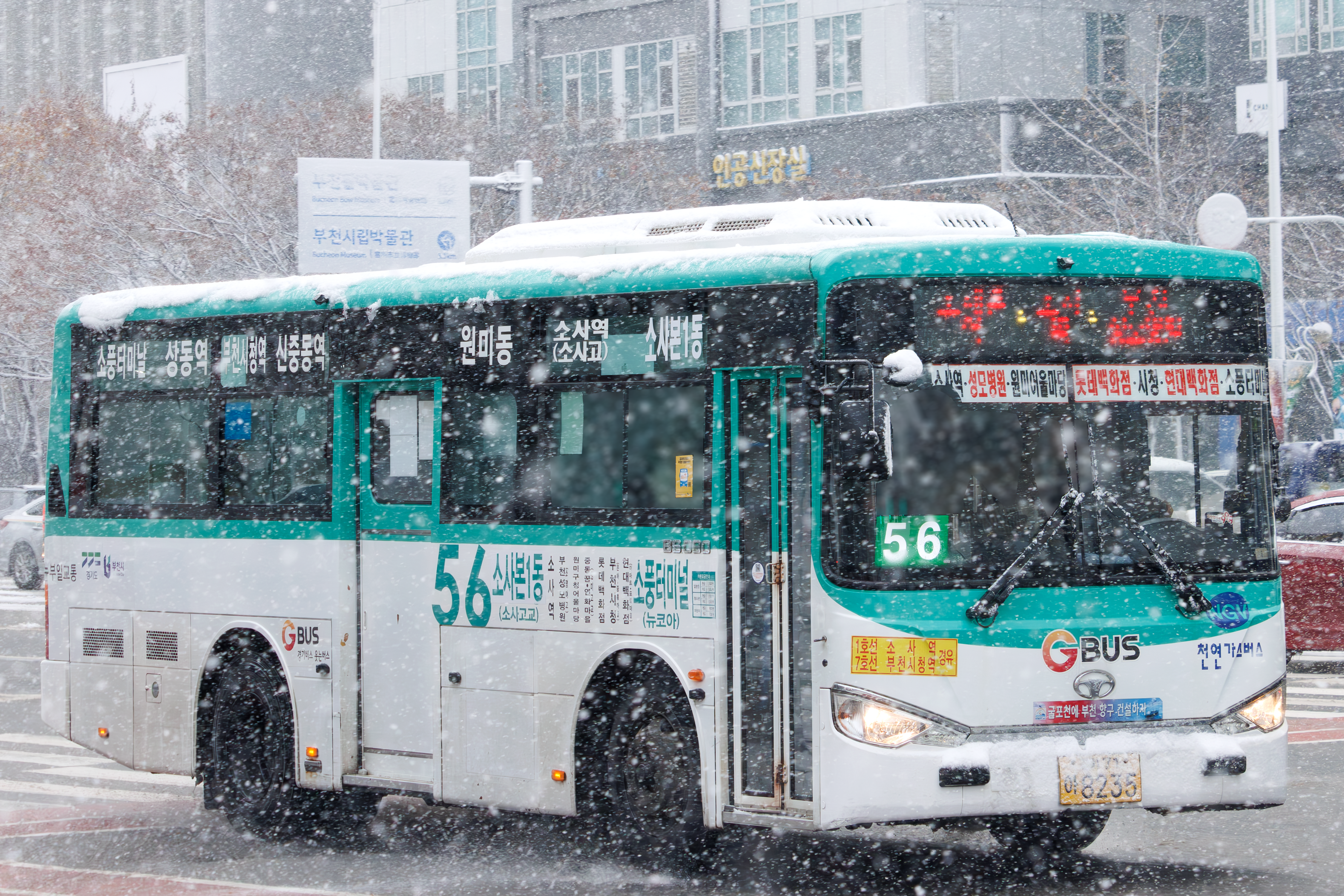
부천시 일반시내버스 56번
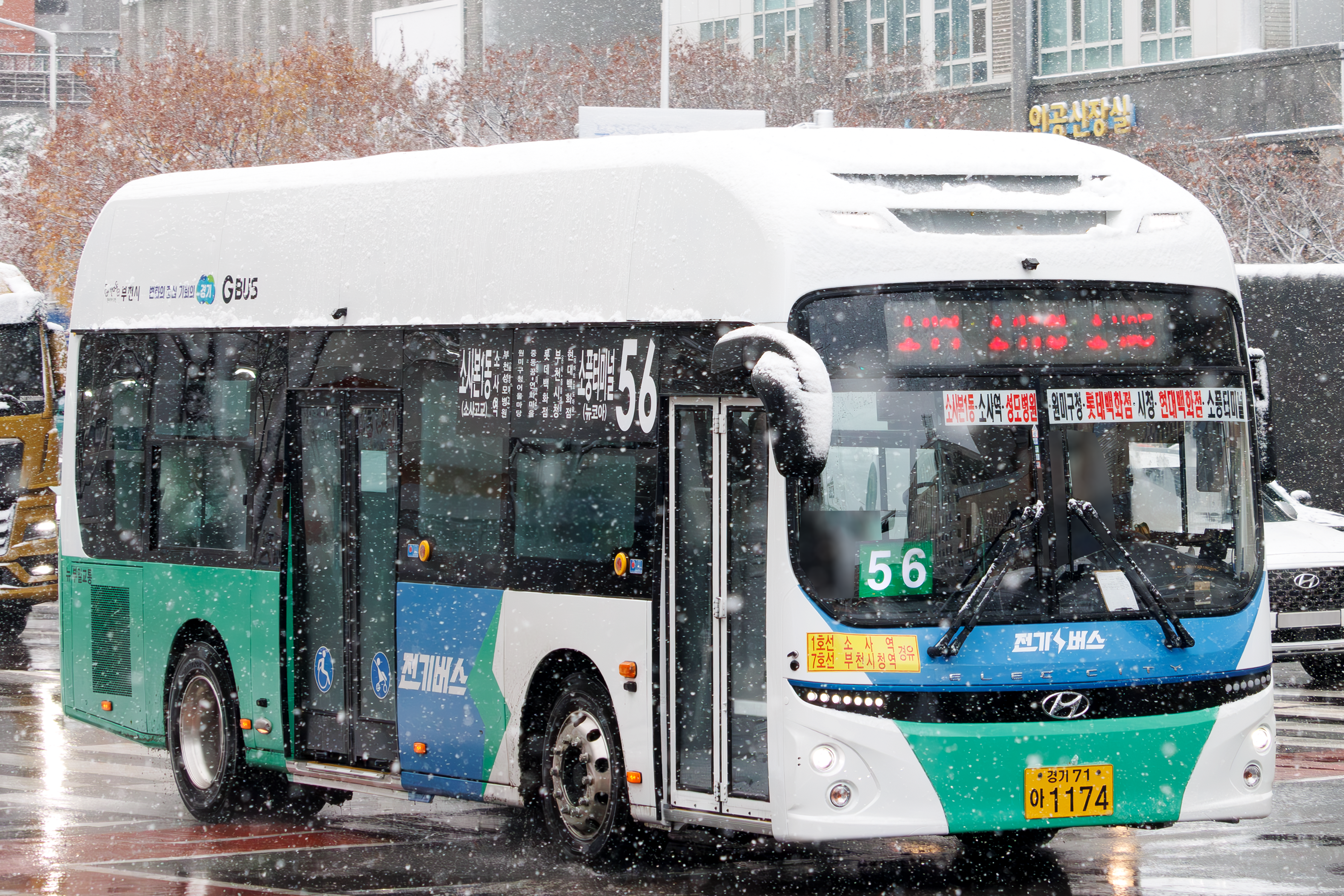
부천시 일반시내버스 56번
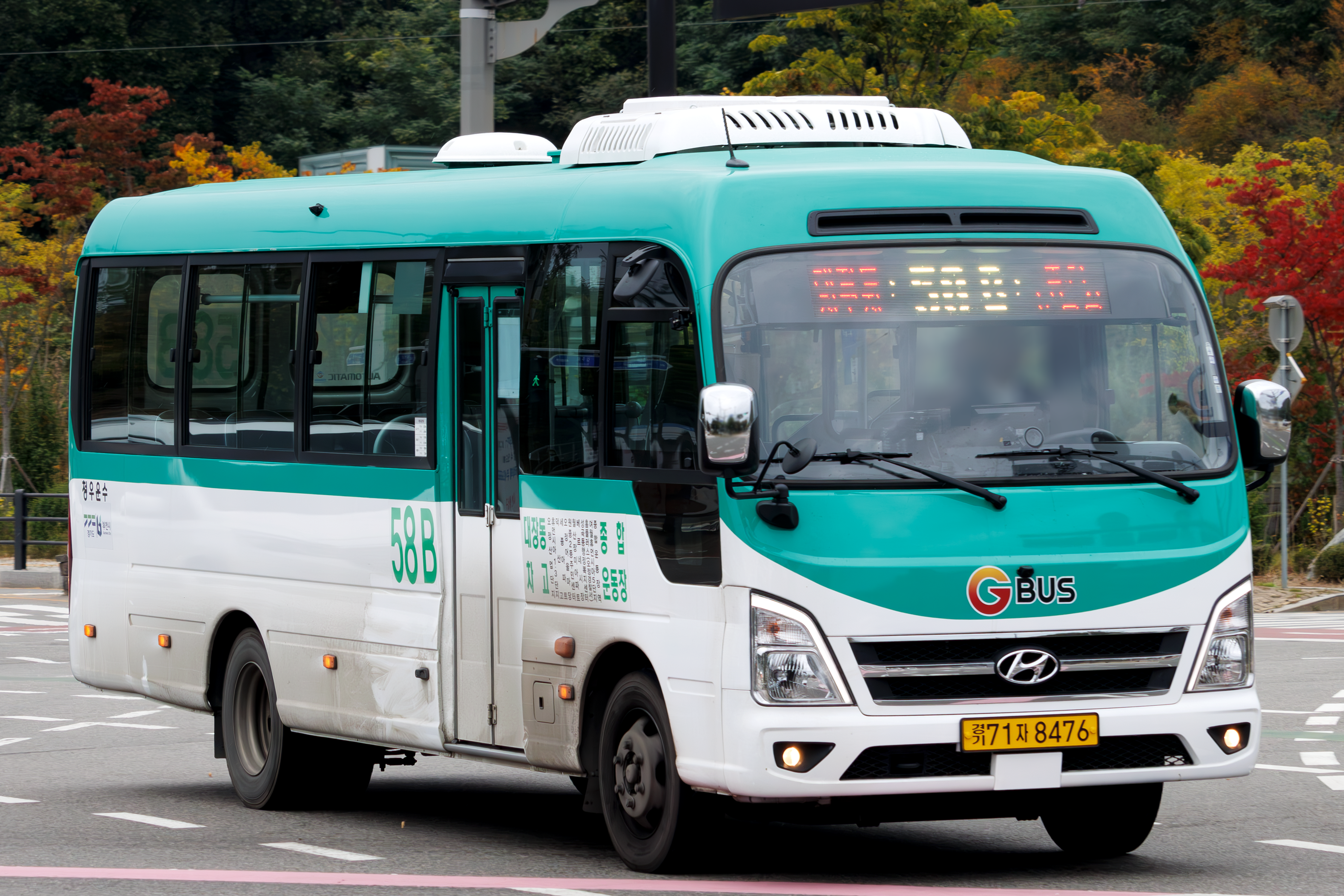
부천시 일반시내버스 58B번
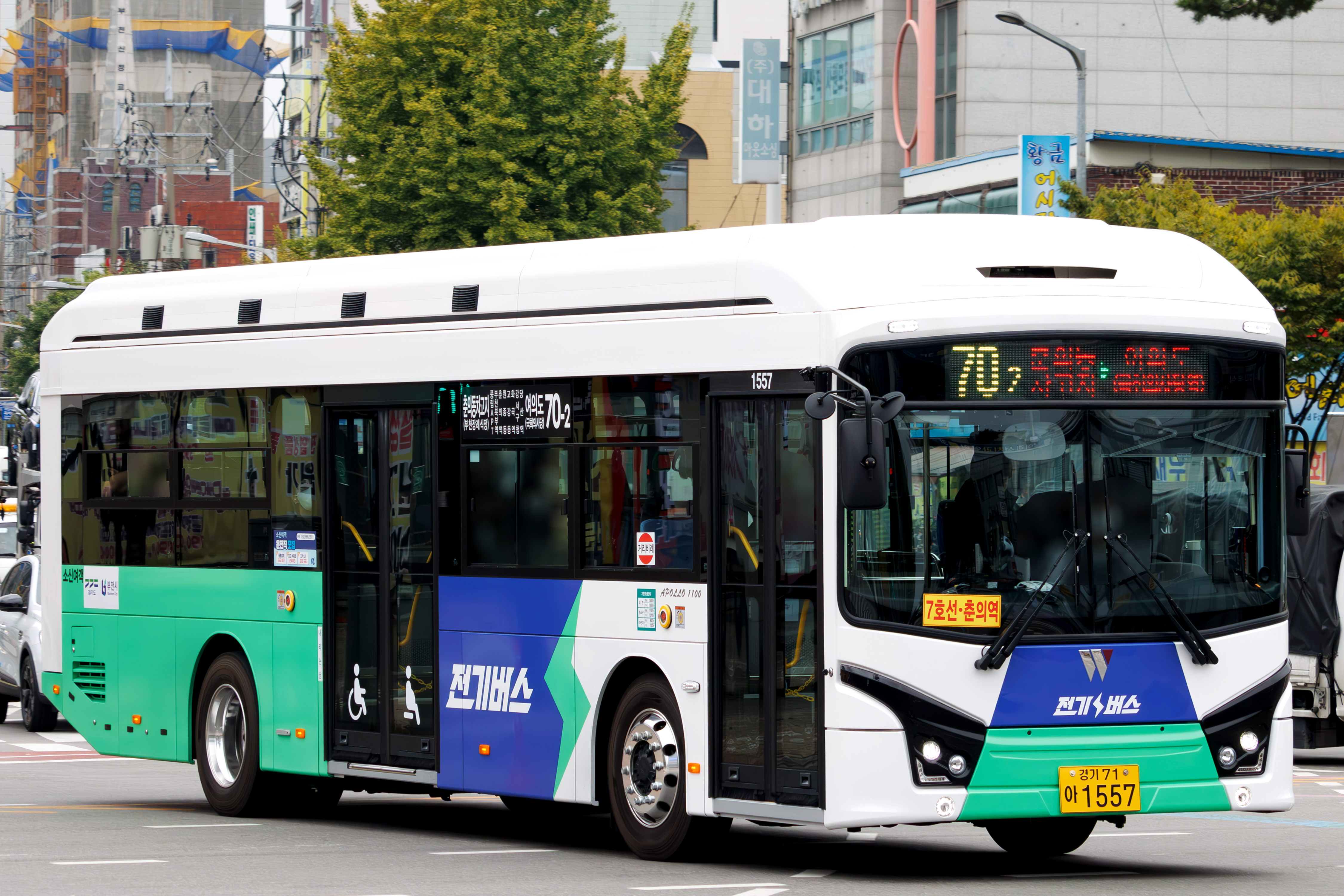
부천시 일반시내버스 70-2번
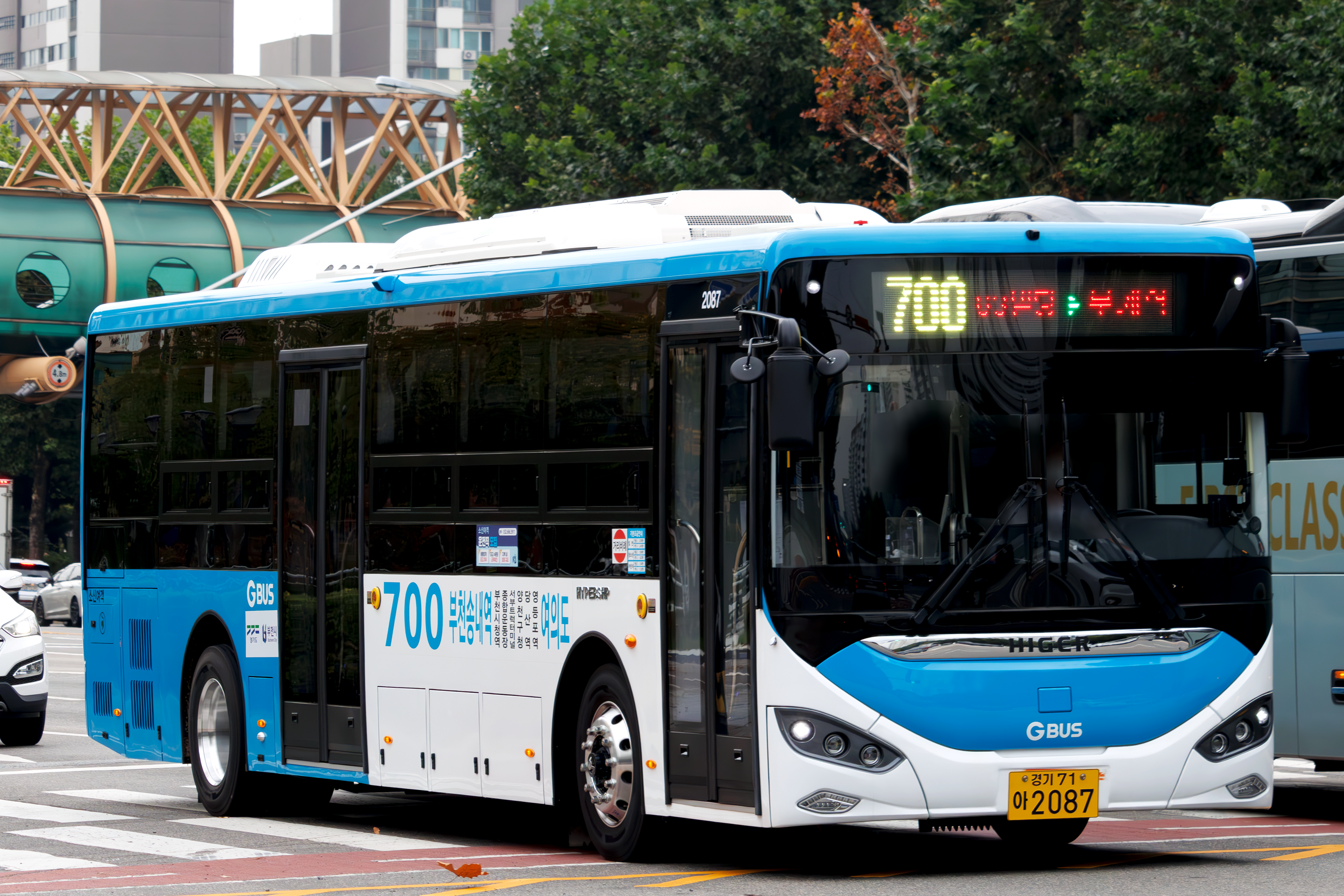
부천시 일반좌석버스 700번